# Jeanne Pauwelyn
Jeanne M. Decaesstecker-Pauwelyn (ur. 14 września 1914 w Staden we Flandrii Zachodniej, zm. 2 października 1992 w Ostendzie) – belgijska polityk i samorządowiec, od 1981 do 1984 posłanka do Parlamentu Europejskiego I kadencji.

## Życiorys
W 1958 była założycielką szkoły w mieście Stene. Zaangażowała się w działalność Partii na rzecz Wolności i Postępu. Od 1959 do 1976 zasiadała w radzie miejskiej Stene, zaś po włączeniu miejscowości do Ostendy należała do tamtejszej rady miejskiej (do rezygnacji w roku 1989). W latach 1971–1981 była członkiem rady prowincji Flandria Wschodnia. W 1979 kandydowała do Parlamentu Europejskiego, mandat uzyskała 17 grudnia 1981 w miejsce Willy’ego De Clercqa. Należała do frakcji liberalno-demokratycznej, zasiadała w Komisji ds. Socjalnych i Zatrudnienia.
Odznaczona Orderem Leopolda.